# Albert al VI-lea, Arhiduce al Austriei
Albert al VI-lea, supranumit cel Risipitor, (n. 18 decembrie 1418, Viena – d. 2 decembrie 1463, Viena) aparținând Casei de Habsburg, a fost duce al Austriei și a cârmuit în Austria Anterioară. El a fost unul dintre oponenții împăratului Frederic al III-lea, fratele său mai mare.

## Biografia
Albert al VI-lea a fost fiul ducelui Ernest cel de Fier și al soției sale Cimburga de Mazovia. Fratele său mai mare, ducele Frederic al V-lea, a devenit împărat sub numele Frederic al III-lea.
La momentul nașterii sale teritoriile austriece erau împărțite în trei părți guvernate de duci din Casa de Habsburg: 
- vărul său, ducele Albert al V-lea (ca rege romano-german Albert al II-lea) aparținând Liniei Albertine, cârmuia Ducatul Austriei (la nord și la sud de Enns),
- tatăl său, Ernest I aparținând Liniei Leopoldine, cârmuia Austria Interioară (Stiria, Carintia și Craina),
- unchiul său, ducele Frederic al IV-lea, comitatul Tirol și Austria Anterioară.[4]

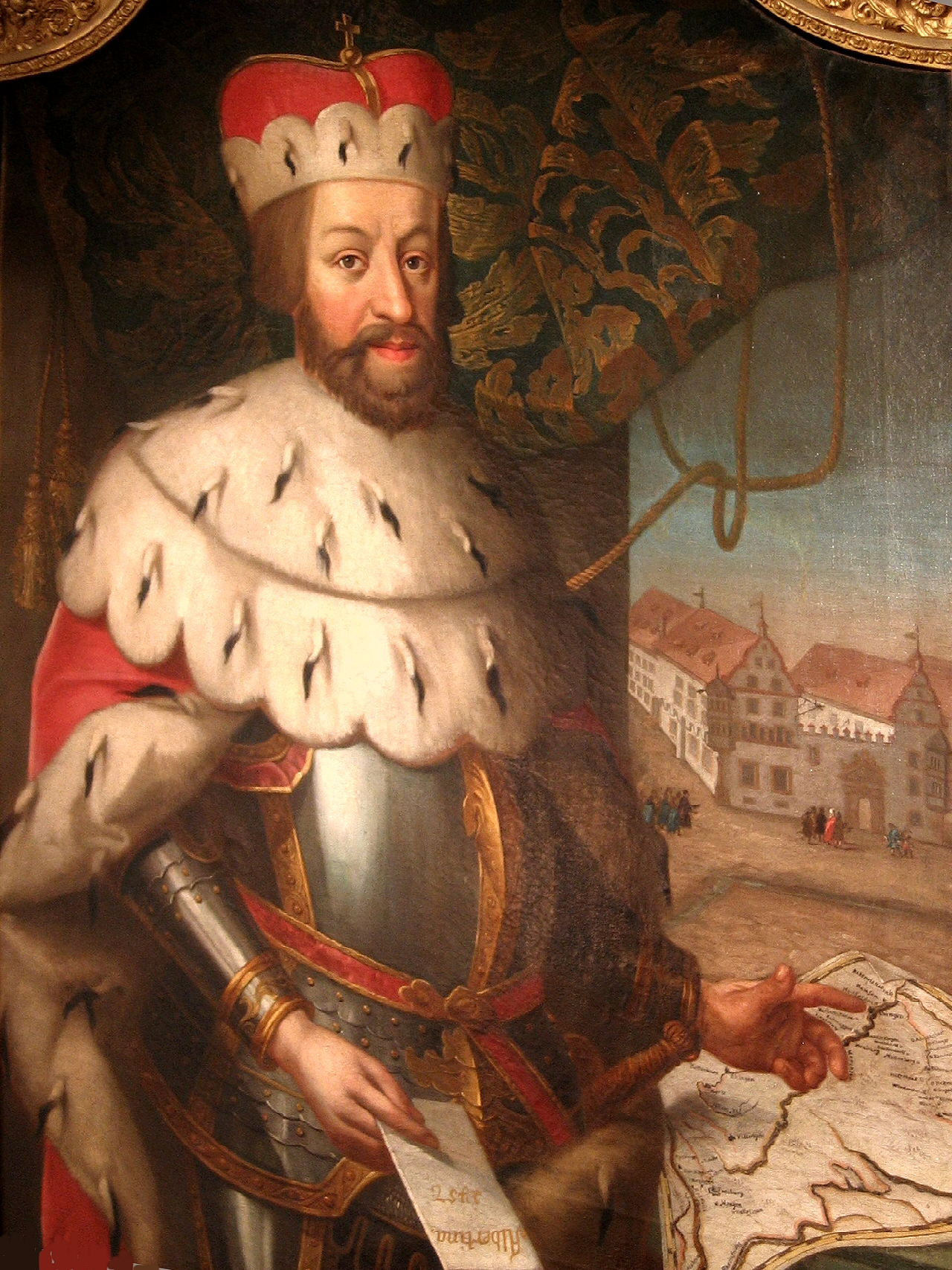
Albert al VI-lea (în fundal Universitatea din Freiburg, astăzi Noua Primărie)

În 1424 la moartea tatălui său Albert avea doar șase ani, iar fratele său, Frederic, avea nouă ani. Tutela copiilor și cârmuirea teritoriilor moștenite de ei au fost preluate unchiul lor, Frederic al IV-lea al Tirolului. În 1435 cei doi copii au fost eliberați de sub tutela unchiului lor, primind teritoriile „leopoldine” cârmuite anterior de tatăl lor: Stiria, Carintia și Craina. Un acord prevedea că frații trebuiau să conducă împreună Austria Interioară. În 1439 după doar patru ani, la moartea neașteptată a unchilor lor Frederic al IV-lea al Tirolului și Albert al V-lea al Austriei, Frederic al V-lea, fratele lui Albert al VI-lea, a preluat tutela copiilor celor doi unchi și astfel regența în toate teritoriile habsburgice. Albert a fost despăgubit financiar și a primit regența Austriei Anterioare. Prin Contractul de la Hainburg din 23 august 1440 Albert a renunțat în favoarea fratelui său, Frederic la tutela nepotului, Ladislaus, fiul postum al lui Albert al V-lea.
Ducele Frederic al V-lea a succedat unchiului său, Albert al V-lea, la tronul imperial fiind ales rege romano-german pe 2 februarie 1440 la Frankfurt (cunoscut sub numele de Frederic al III-lea).
Pe 6 ianuarie 1453 Albert al VI-lea a fost ridicat la rang de arhiduce de fratele său, împăratul Frederic al III-lea.
Cronicarul Jakob Unrest îl descrie pe Albert în Österreichische Chronik (Cronica Austriei) ca fiind un tânăr conducător „sălbatic” pe care îl apăsa faptul că nu primise de la fratele său cârmuirea teritoriilor cuvenite. Albert era ca fire opusul fratelui său Frederic, activ și foarte energic își exprima cu tărie cererile și pretențiile. El a încercat în repetate rânduri să-l determine pe fratele său să împartă între ei teritoriile habsburgice. În 1457 la moartea lui Ladislaus Postumul a început lupta deschisă între cei doi frați pentru moștenirea teritorială. Împăratul Frederic al III-lea a cedat presiunii stărilor generale dând lui Albert în 1458 guvernarea teritoriilor habsburgice de la nord și sud de râul Enns. Albert și-a stabilit reședința în cetatea Linz. Acolo și-a creat o cancelarie proprie și o administrație financiară. Nobili influenți au reușit prin donații generoase să-l atragă de partea intereselor lor. La dieta ținută de Albert la Linz în 1461 stările generale i-au promis susținerea în conflictul cu împăratul Frederic al III-lea.
Conjunctura era favorabilă deoarece stările generale din Austria Inferioară erau nemulțumite de Frederic, iar Albert încheiase alianțe cu George de Poděbrady, regele Boemiei, și cu Matia Corvin, regele Ungariei. Când trupele lui Albert au intrat pe teritoriul ducatului Austriei, nu au întâmpinat nicio rezistență. În Viena a atras fără dificultăți de partea sa pe cei potrivnici împăratului. Wolfgang Holzer, primarul orașului, și susținătorii săi au asediat pe 17 octombrie 1462 castelul în care se afla Frederic împreună cu familia sa și 200 de oameni. Asediul a durat mai multe luni, iar Frederic nu l-a iertat pe Albert niciodată pentru situația extremă, la limita supraviețuirii, în care se aflase familia sa.
După ce Frederic a fost eliberat de trupele boeme venite în ajutor, s-a ajuns la negocieri, însă împăratul nici nu a vrut să-l vadă pe fratele său. „Cu unul ca el nu vrem să vorbim!” a mârâit Frederic la adresa lui Albert. Totuși s-a încheiat o înțelegere: Albert urma să guverneze timp de opt ani în ducatul Austriei și împăratul trebuia să-i plătească în plus suma de 4000 de guldeni anual ca despăgubire. Frederic s-a retras la reședința din Wiener Neustadt. Pe 26 decembrie 1462 orașul Viena și-a prezentat omagiul feudal noului cârmuitor.
După scurt timp cetățenii Vienei au înțeles că mânia împăratului le putea aduce mari dezavantaje financiare și economice. În același timp trupele lui Albert continuau să terorizeze cetățenii Vienei. Primarul Wolfgang Holzer a luat legătura cu împăratul Frederic pentru a-l izgoni pe Albert. Complotul a fost descoperit, iar primarul Holzer a fost închis, judecat și condamnat la moarte prin despicare în public. Susținătorii lui apropați au fost decapitați. Cetățenii orașului au fost jefuiți din nou și torturați. Un nou conflict între cei doi frați părea inevitabil, însă Albert s-a îmbolnăvit. O umflătură cât o nucă, neagră, i-a apărut sub un braț și după două zile a murit. S-a bănuit că unul dintre medicii săi de încredere l-ar fi otrăvit, însă teama că Albert murise de fapt de ciumă a fost atât de mare încât a fost înmormântat temporar fără a fi autopsiat și îmbălsămat. Abia mai târziu trupul său a fost adus în Capela ducală din Catedrala Sf. Ștefan din Viena. Cauza reală a morții sale nu a fost până acum clarificată.

## Căsătoria și descendenții
În 1452 Albert al VI-lea s-a căsătorit cu Matilda a Palatinatului, văduvă deja de doi ani, sora mai mare a prințului elector Frederic I al Palatinatului, ulterior unul dintre cei mai aprigi adversari ai împăratului Frederic al III-lea. Cei doi nu au avut copii.

## Concluzii
Deși referitor la Albert al VI-lea există multe surse de informații, despre el nu s-a scris mult și istoria l-a reținut mai ales datorită conflictelor sale aproape permanente cu împăratul Frederic al III-lea.
Albert a fondat Universitatea din Freiburg (documentul de înființare datează din 21 septembrie 1457) pentru a îmbunătăți situația financiară a orașului care acumulase datorii foarte mari. 
În 1459 el a comandat și finanțat întocmirea Ingeram-Codex, un codex al blazoanelor și stemelor familiilor nobiliare care este și astăzi o sursă bogată de informații în domeniul heraldicii.